# دقون
دقّون (بالإنجليزية: DAQQOUN)‏ هي بلدة لبنانية تقع إلى الجنوب الشرقي لمدينة بيروت وتبعد عنها عشرين كيلومترًا. وتستلقي على الكَتف الغربي لتلال سلسلة جبال لبنان الغربية، وتشكِّل إحدى أجمل قرى قضاء عاليه من حيث موقعها الجغرافيّ والاستراتيجيّ، وطبيعتها الخلاّبة، وتتبع محافظة جبل لبنان. يمكن الوصول إليها عبر طريقين الأوَّل هو الأوتوستراد السَّاحلي الممتد من مطار رفيق الحريري الدّولي – بيروت، مرورًا بِخلدة فالنّاعمة، صعودًا نحو الشَّرق باتّجاه وسط المدينة الدّامور ثمّ بعورته وصولاً إلى دقُّون. والثّاني هو عبر طريق عام عاليه نزولاً نحو الغرب باتّجاه قبرشمون ثمّ عبيه مرورًا بكفرمتّى وصولاً إلى دقّون. ويتراوح ارتفاعها عن سطح البحر بين 350 م و600 م. يبلغ عدد سكَّانها أكثر من 1500 نسمة من المقيمين والمغتربين. كان في دقُّون كنيستان لمار تقلا هُدِمتا خلال الحرب الأهليّة سنة 1984. تنتشر في دقُّون بعض المعالم الأثارية الّتي تعود إلى أيّام الفينيقيين والرّومان والعثمانيين بالإضافة إلى الحربين الكونيّتين الأولى والثَّانية. نذكر من هذه الآثارات: طاحونة النّهر، وادي الجماجم، حبس الإفرنج، كنيس قديم لليهود، كنيسة أثريّة للقديسة تقلا (هُدِمَت في الحرب الأهليّة).

## التّسمية
يجزم المؤرِّخون [بحاجة لمصدر] أنّ سُكَّان التّلال المشرفة على البحر المتوسّط، كانوا يتميّزون بالفطنة التّجاريّة والتّدبير المادّي والاكتفاء الذاتي والقوّة البدنيّة، بالإضافة إلى إكرام الضَّيف إن زارهم مُسالمًا، ومقاومة مَن كان يزورهم بِقصد الغزوِ واحتلال الأرض بكلّ شراسة وعنفوان. هكذا، عُرف رجال «دقّون»، منذ مِئات السّنين، بأجسادهم المتينة، وهاماتهم الطّويلة، وقبضات أياديهم القويّة والمُحطِّمة كالمطارِق الّتي تدقّ الصّخور، وذقونهم الطَّويلة المُهيبة. فأتت التَّسمية من دقّ المطارق وهَيبة الذّقون، فكانت: «دقُّون».
تعرَّض أبناء دقُّون المسيحيُّون الموارنة، خلال القرنين المنصرمين، إلى عمليّات تهجير عديدة (1840، 1860 ...) وكان آخرها في 14 شباط 1984 في خلال الحرب الأهليّة أو ما سُمِّي في ذلك الوقت بِ«حرب الجبل». إلاّ أنّه وبعد انتهاء هذه الحرب المشؤومة، أعيدَت الأراضي الزراعيّة - من دون المنازل - إلى أبناء القرية في نيسان 1996 . وفي أيّار 2004، تمّ إنشاء أوّل مجلس بلديّ في القرية، أخذَ على عاتقه متابعة ملف العودة إلى دقّون مع السّلطات المختصّة. وقد تمَّت فعليَّا العودة في عام 2007 وذلك بعد حرب تموز 2006 مباشرة. وكان أبناء دقون متحمّسين جدَّا لإعادة بناء قريتهم المنكوبة وإحياء روح الشّباب في جسدها العجوز والتعويض عن غياب الدولة.

## عائلاتها
شعيا وشلهوب ورزق الله ونوفل والحايك والحلو ومتري ونصر ووهبة وأسمر.